# 注册舞弊检查师
注册舞弊检查师（英语：Certified Fraud Examiner，简称 CFE）是经过美國舞弊查核師協會（ACFE）认证的专业人士，在反欺诈及舞弊侦查领域，此认证的知名度最高。市面上已有超过80,000名受认证的舞弊检查师，其考试费用约为350美元。注册舞弊检查师申请人必须拥有大学毕业证书或两年以上与法务/舞弊核查等相关的工作经验，并通过其协会的其他相关申请资格、测验及通过合格考试。美国舞弊检查师协会设立了以下法务/舞弊查核等的相关的专业经验类別：
- 會計及審核
- 刑事学和社会学
- 舞弊調查
- 風險管理
- 法律

## 成为CFE成员的先决条件
- 是ACFE准会员，资格良好
- 必须达到最低的学术和专业要求
- 品德高尚
- 遵守合法欺诈审查员协会章程和职业道德守则